# Bandera de Bolívia
El Decret Suprem del 14 de juliol de 1888 de Bolívia, reglamenta i uniforma l'ús de l'escut i de la bandera nacional, disposant el seu article cinquè que "La bandera nacional consta de tres franges horitzontals de la mateixa amplada i dimensions, col·locades en aquest ordre: una vermella en la part superior, una color or en el centre i una verda en la part inferior", repetint d'aquesta forma el disseny sancionat el 1851 durant el govern d'Isidoro Belzu. El vermell simbolitza la sang de la lluita per la seva existència, el groc la riquesa dels recursos naturals i el verd, la naturalesa.